# Јарослава Бајерова
Јарослава Бајерова (чеш. Jaroslava Bajerová; Брно, 1. април 1910 — Босковице, 23. август 1995) је чекословачка гимнастичарка која је учесвовала на Олимпијским играма 1936. у Берлину.
Такмичила се у екипном вишебоју, јединој женској гимнастичкој дисциплини на Играма 1936. и освојила сребрну медаљу.